# Cultura Chavín

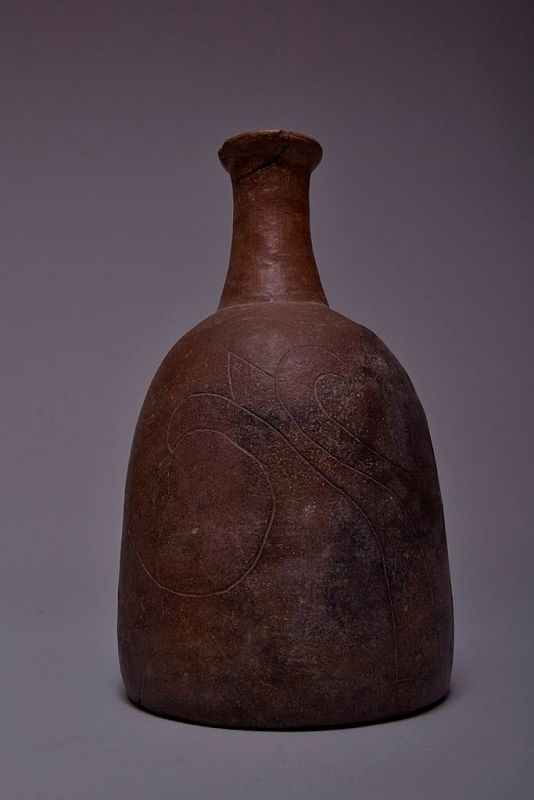
Bottiglia a camera. La camera presenta motivi a gancio

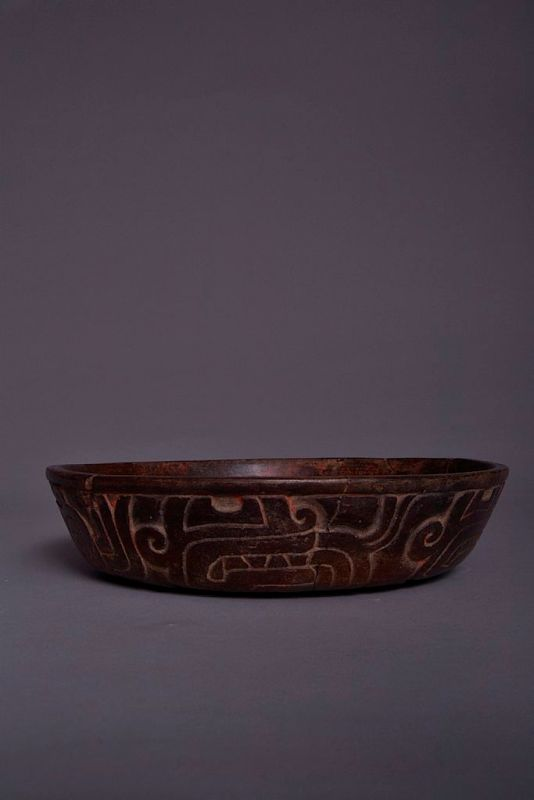
Ciotola in terracotta con decorazione incisa a bocche feline stilizzate e sul retro una figura antropomorfa.

La cultura Chavín fu una civiltà che si sviluppò nelle terre andine settentrionali (nel Perù attuale) dal 900 a.C. al 200 a.C. I Chavin risiedevano nella valle di Mosna, dove i fiumi Mosna e Huachecsa si incontrano. Questa zona si trova a 3150 metri sopra il livello del mare e include i territori abitati un tempo dai quechua, jalca e puna.
Tradizionalmente, lo sviluppo storico di Chavín è considerato un "orizzonte culturale" per le sue influenze artistiche e religiose presenti in altre culture coeve. Gran parte di questo sviluppo storico corrisponde al periodo formativo, in particolare al Formativo Medio e Superiore, caratterizzati dall'intensificazione del culto religioso, l'apparizione della ceramica legate ai centri cerimoniali, il miglioramento delle tecniche agricole e lo sviluppo della metallurgia e del tessile.
Il sito archeologico più famoso costruito dalla cultura Chavin è Chavín de Huantar, situato sulle montagne a nord di Lima. Si pensa che fosse stato costruito intorno al 900 a.C. e che fungesse come centro religioso di tutto il popolo Chavin. È stato classificato come un patrimonio dell'umanità dall'UNESCO.

## Cultura

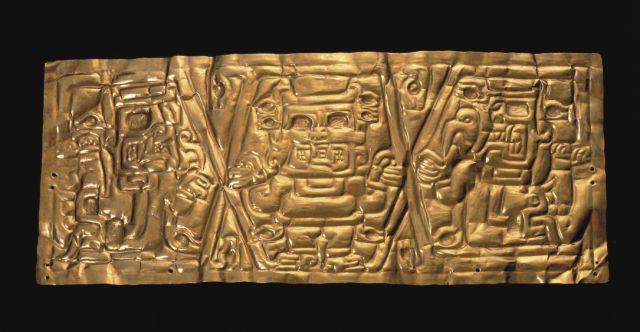
Corona d'oro dell'epoca formativa, dal 1200 a.C. all'1 d.C.

L'esempio principale dell'architettura è rappresentato dal tempio di Chavin de Huantar. Il tempio possiede un sistema efficiente per drenare l'acqua in quanto sarebbe stato distrutto dalle piogge nella stagione piovosa. Vi sono diversi canali costruiti sotto il tempio. I Chavin conoscevano anche certe tecniche di acustica, e durante la stagione piovosa l'acqua che si raccoglieva nei tubi produceva un rombo simile al verso del giaguaro. Il tempio è stato costruito con granite bianca e calcare nero, elementi che non si trovano nei pressi del sito.
I Chavin erano avanzati in diverse aree tecnologiche che riguardavano la metallurgia, la saldatura e il controllo della temperatura. I Chavin usavano queste tecniche per produrre manufatti artistici in oro. Il metallo sciolto veniva usato come mezzo per saldare.
La gente Chavin era capace di addomesticare i lama e di utilizzarli come bestie da soma, ricavandone anche pelli e cibo. I Chavin producevano il ch'arki, un tipo di carne di lama essiccata e salata. Questo prodotto era venduto dai pastori ed era la principale fonte economica dei Chavin. Tra i prodotti coltivati vi erano la patata, il mais e la quinoa. Per aiutare nella coltura era stato inventato un sistema di irrigazione.

## Arte

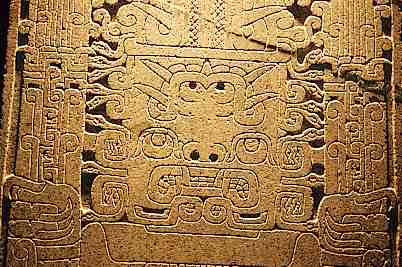
La stele Raimondi di Ancash, Perù.

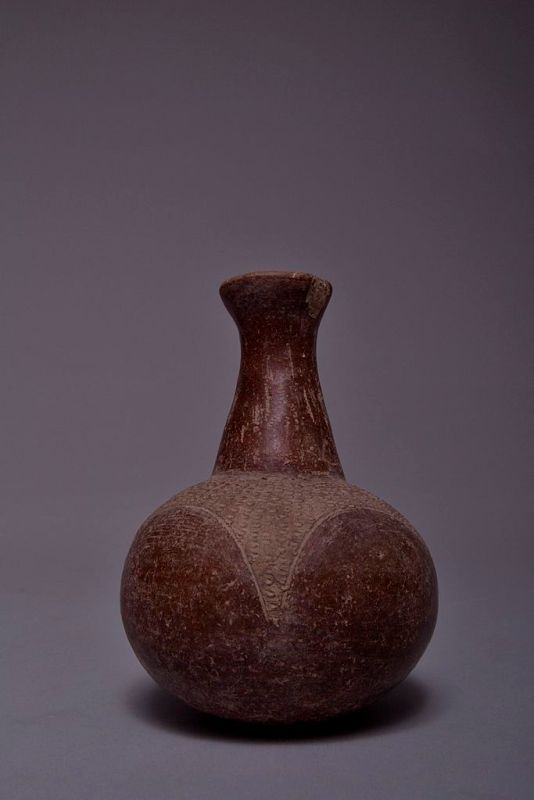
Bottiglia a camera globulare. L'emisfero superiore della camera presenta un grande motivo stellare.

Lo stile artistico della cultura Chavín è il primo tema riconoscibile sviluppato nella zona andina. L'arte può essere suddivisa in due fasi: la prima corrisponde alla costruzione del "tempio antico" di Chavín de Huantar (circa 900-500 a.C.); e la seconda corrisponde alla costruzione del "tempio nuovo" (circa 500-200 a.C.).
Uno studio generale della ceramica di Chavín rivela due tipi di modellazioni, una a forma di poliedro incavato e una a forma globulare pitturata. Stilisticamente le forme d'arte di Chavín usano in modo pesante la tecnica conosciuta in inglese come contour rivalry. L'arte è difficile da interpretare in quanto solo gli alti sacerdoti Chavín potevano comprendere i sacri disegni. La stele Raimondi rappresenta uno degli esempi maggiori di queste tecniche. Alla base dell'arte Chavìn vi sono le credenze religiose e la maggior parte dei reperti presenta delle immagini di quelli che sono gli animali sacri della cultura Chavìn: felini, rapaci e serpenti. Questi animali vengono rappresentati con cornici, zoccoli o nelle pietre del paramento. Anche i personaggi umani vengono rappresentati con peli, piume, penne o ali. A Chavìn si trovano tanti stili e diverse interpretazioni degli stessi. Queste variano a seconda del luogo preso in considerazione. I maggiori ritrovamenti della popolazione Chavìn sono stati presso il centro di Chavín de Huantar. Grazie a questi reperti possiamo identificare quattro stili o modalità in cui si presenta lo sile Chavìn: offerta, floreale, dragoniano e qotopukyo. I primi due sono le versioni più eleganti dell'arte di questa civiltà; i personaggi e i motivi sono rappresentati interamente, senza l'interruzione della sequenza e sono caratterizzati anche dall'uso di volute e elementi curvilinei che danno idea di movimento. Lo stile dragoniano e qotopukyo invece, sono associati a temi religiosi e liturgici. come si può intuire dal nome, il primo stile è associato al culto di un drago rappresentato con la testa di un coccodrillo che, a sua volta, venera le acque. Per ciò che riguarda l'ultimo stile, sempre a scopo religioso, i reperti si presentano con decorazioni di foglie o figure astratte sia di tipo geometrico, che di tipo floreale-animalistico. La ceramica era quasi sempre di un unico colore, solitamente marrone scuro, nero e grigio e veniva lavorata in forma di bottiglie, piatti e ciotole. Le bottiglie erano fondamentalmente di due tipi: a collo lungo o di forma circolare con un manico posto sopra il corpo della bottiglia stessa.

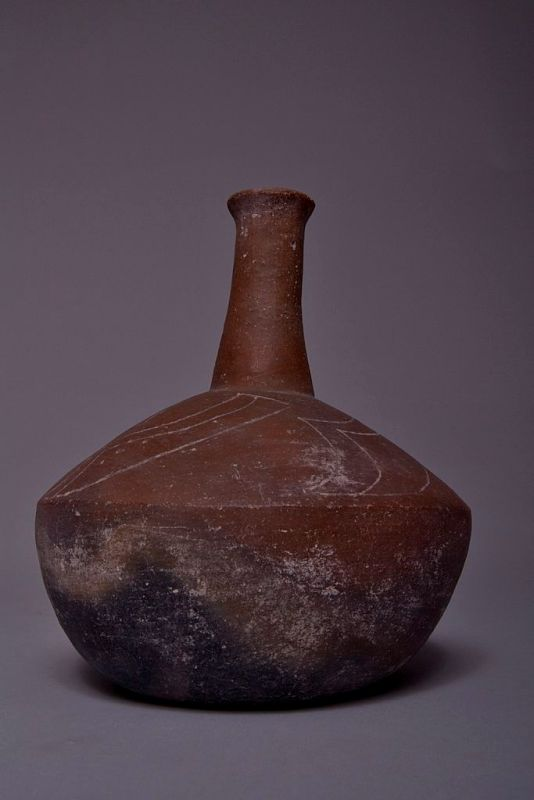
Esempio ceramica Chavìn

La superficie veniva decorata con incisioni o con bassorilievi; caratteristica dello stile Chavín è l'astrazione delle rappresentazioni e le forme curvilinee. Spesso erano riprodotti animali con sembianze di felini. Molto diffuse erano le creazioni di oggetti in oro, in argento, in rame ed in varie leghe. In effetti, la civiltà Chavín diede origine alla produzione metallurgica grazie allo sfruttamento dei giacimenti di cui la zona era ricca. L'arte Chavin decora i muri del tempio e include incisioni, sculture e vasellame. Gli artisti rappresentavano oggetti e animali stranieri come giaguari e aquile invece della fauna e flora locale. Vi sono tre importanti manufatti, l'Obelisco di Tello, le teste tenone e il Lanzón. Sull'obelisco vi sono rappresentazioni di piante e animali, tra cui caimani, uccelli, e figure umane. Le illustrazioni potrebbero rappresentare una storia riguardante la creazione. Le teste tenone si trovano a Chavin de Huantar e sono scolpite a rappresentare teste di giaguaro con zanne. Il Lanzón è un tubo di granite lungo 453 centimetri che si estende dal soffitto al pavimento, sul quale vi è una immagine incisa che rappresenta una divinità con zanne, la principale immagine-culto della gente Chavin.

## Religione

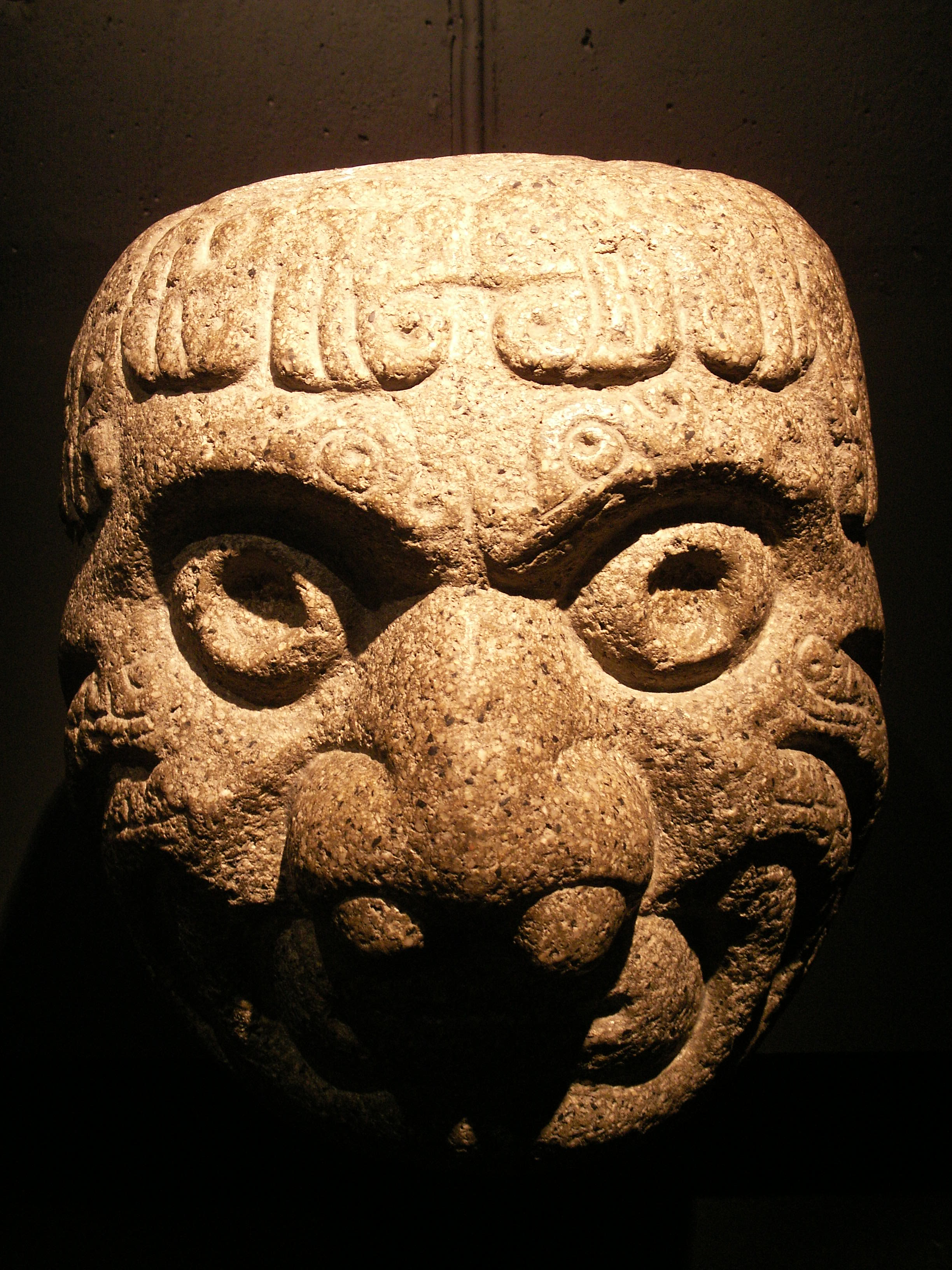
Testa di roccia.

L'iconografia di figure antropomorfiche feline è una delle principali caratteristiche della civiltà Chavín. Vi sono alcune divinità che vengono rappresentate spesso in forma di icone. Quella principale viene rappresentata con lunghe zanne e capelli lunghi in forma di serpenti. Questo è il dio che, nella mitologia Chavin, è responsabile dell'equilibrio delle forze opposte. Altre divinità sono: il caimano volante, associato al cibo; le anaconda, associate all'aldilà, e i giaguari che sono associati al mondo sovrannaturale in generale. Tutte queste divinità sono rappresentate in temi diversi su ceramiche, artefatti metallici, tessuti e sculture architettoniche.
Chavín de Huántar era un punto focale specialmente riguardo ai rituali religiosi. I costumi e la musica erano parte importante delle cerimonie; le incisioni del sito mostrano figure umane che indossano copricapi elaborati e suonano strumenti a forma di conchiglia in maniera simile a una tromba. La religione Chavin aveva come capi delle persone in ruoli simili a quello di un sacerdote. All'interno del tempio, nelle stanze vi sono diversi posti adibiti ad accendere fuochi con resti di cibo, di animali, e vasellame, la cui presenza suggerisce che il luogo era dedicato all'esecuzione di sacrifici.
La religione coinvolgeva la trasformazione da umano in un'altra creatura tramite l'uso di sostanze allucinogene.  Molte sculture rappresentano la trasformazione di una testa umana in testa di giaguaro. Similarmente vi sono incisioni che rappresentano immagini di queste trasformazioni. L'uso di sostanze psicotropiche per scopi religiosi è provato indirettamente attraverso i ritrovamenti archeologici. I cactus di San Pedro, dalle proprietà allucinogene, sono spesso rappresentati in immagini scolpite, per esempio nella immagine di un dio che tiene il cactus in mano come fosse un bastone. Vi sono immagini che ritraggono figure umane che perdono muco dalle narici (un effetto collaterale derivato dall'uso della vilca) e che tengono in mano i cactus.

## Sfera d'influenza
La cultura Chavín esercitava una certa influenza nei confronti delle civiltà vicine. Per esempio Pacopampa, che si trova a nord di Chavín de Huántar, possiede delle ristrutturazioni del tempio principale che ricordano lo stile caratteristico di Chavín. Caballo Muerto, un sito sulla costa nella valle Moche, possiede una struttura creata per rinnovare il tempio in uno stile influenzato dai Chavín. Gli scavi effettuati al sito di Cerro Blanco, nella valle Nepena, hanno riportato alla luce dei manufatti di ceramica forgiati in stile Chavín. L'idea di un ambiente basato su una politeia paritaria potrebbe spiegare l'esistenza di diversi centri cerimoniali, ognuno dei quali era concentrato attorno a una civiltà. Ogni area era in competizione con le altre e tuttavia si scambiavano beni e merce. La cultura Chavín non conosceva la guerra e gli indizi ricavati dagli scavi archeologici sostengono questa ipotesi. I centri abitati nelle vicinanze che non erano stati influenzati dai Chavin invece praticavano la guerra.
Lo stile Chavín si diffuse fino a Piura, sulla costa settentrionale, fino alla penisola di Paracas, sulla costa meridionale, e fino a Pucara.

## Sviluppo dei Chavín
Alcuni pensano che lo sviluppo della società dei Chavín coincise con la introduzione della coltivazione del mais. Attraverso l'analisi degli isotopi di carbonio delle ossa umane trovate presso i siti Chavín si è potuto attestare che la dieta era principalmente ricca di cibi contenenti C3 come le patate e le quinoa, mentre il mais, ricco di C4, non era parte della dieta principale. La patata e la quinoa sono alimenti più adatti a essere coltivati nella zona dove risiedevano i Chavin. Sono più resistenti alla brina e alle piogge irregolari tipiche degli ambienti situati ad elevata altitudine.
Vi sono tre periodi di produzioni di ceramica, identificati in tre periodi di sviluppo della cultura. Il primo periodo, chiamato Urabarriu, comprende l'arco di tempo che va dal 900 a.C. al 500 a.C. In questo periodo a Chavín de Huántar erano presenti due piccole aree residenziali che ospitavano qualche centinaio di persone. La gente cacciava cervi e cominciò a usare i lama. In questa fase i Chavin iniziarono a coltivare mais e patate.
La fase successiva fu quella denominata Chakinani, che si ebbe tra il 500 a.C. e il 400 a.C., in cui le abitazioni vennero spostate circondando il centro cerimoniale. In questa fase i Chavín iniziarono ad addomesticare il lama e ridussero la caccia al cervo. Si nota anche un incremento della comunicazione con altre civiltà vicine.
L'ultima fase fu quella Jarabarriu dal 400 a.C. al 250 a.C., dove avvenne un incremento numerico della popolazione. Gli insediamenti assumono le caratteristiche di centri proto-urbani con le vallate densamente popolate e alcune comunità satellite in zone ad altitudine elevata. Durante questa fase si nota la differenziazione sociale e la specializzazione. La gente che viveva nella zona orientale di Chavín de Huántar sembrava avere meno prestigio mentre chi viveva a occidente godeva di maggiore benessere. Nella zona occidentale sono stati ritrovati oro e molluschi del genere spondylus, assieme a del vasellame che probabilmente aveva un significato simbolico di rilievo. Attraverso l'analisi delle ossa è apparso evidente che la gente che abitava la zona occidentale mangiava carne di lama giovane più tenera rispetto a quella della zona orientale. In questa fase si assiste anche a una maggiore produzione di oggetti in ceramica, che appaiono maggiormente dettagliati, in diversi centri satellite e nella valle.
Per più di mezzo secolo, gli archeologi pensarono che la vera civilizzazione del Perù iniziò con la cultura Chavín fino a quello che chiamano Orizzonte Antico. Dal 1985 però furono scoperti i resti dell'insediamento noto con il nome di Pampa de las Llamas-Moxeque che, in seguito a datazione al Carbonio 14, si scoprì risalire al 2200 a.C.

## Presenza dell'élite
A Chavín il potere era nelle mani dei pochi élite in quanto si credeva che avessero una relazione con il mondo divino; gli sciamani esercitavano il loro potere e la loro autorità in base alla loro affermazione di essere correlati a divinità.
I ritrovamenti archeologici danno una conferma riguardo al potere che gli sciamani possedevano. Le rappresentazioni dei riti, dei materiali e delle cose che riguardavano le credenze e la mitologia danno una idea del cambiamento delle tradizioni nel tempo e della influenza che gli sciamani esercitavano sulla loro evoluzione. Ci sono diversi esempi di tradizioni re-interpretate che sono evidenti a Chavín de Huántar: nuove tradizioni, l'uso di droghe psicotropiche, modifiche alle costruzioni, e la costruzione di gallerie di pietra.
Il concetto di tradizione inventata si riferisce alla situazione in cui degli elementi provenienti dall'esterno vengono portati e uniti per rappresentare una tradizione antica. Un esempio è l'architettura a Chavín de Huántar, che aggrega diversi aspetti di culture esterne per creare un nuovo stile unico e tradizionale.
L'uso di droghe psicotropiche introduce un nuovo mezzo per la manipolazione. L'esistenza dei cactus San Pedro nella zona, la rappresentazione di immagini di cactus, e le figure antropomorfiche che suggeriscono effetti allucinogeni fanno comprendere come l'uso di droghe fosse diventato comune in una certa fase temporale. Non è chiaro se i cactus venissero mangiati solo dall'élite o anche dalla gente comune; nel primo caso potrebbe indicare un gesto che conferisce superiorità agli sciamani, capaci di avere contatti con la natura e con ciò che è divino, mentre nel secondo vi sarebbe la rappresentazione dell'influenza che gli sciamani esercitavano sulla gente.
La pianificazione e la costruzione di gallerie in pietra suggerisce che vi fosse una sorta di sistema gerarchico. Le gallerie avevano una sola entrata, diversamente dalle stanze che in quel periodo avevano più di una entrata e di una uscita. Le rappresentazioni grafiche sui muri sono complesse, e si pensa che solo poche persone potessero comprenderne il significato e che traducevano e spiegavano ai pochi altri a cui era permesso entrare. Tutti gli indizi ritrovati fanno quindi supporre che l'evoluzione dell'autorità a Chavín era il risultato di una strategia ben congegnata dagli sciamani e da coloro che costruirono il centro cerimoniale.